# Танкред I (король Сицилії)
Танкред I (? — 20 лютого 1194) — четвертий король норманського Сицилійського королівства (1190—1194) з роду Отвілів. Не маючи законних прав на престол, зумів зайняти трон після смерті бездітного Вільгельма II Доброго і протягом наступних чотирьох років успішно протистояв законному спадкоємцю Отвілей імператору Священної римської імперії Генріху VI.

## Біографія

### Граф Лечче
Танкред був онуком короля Рожера від його старшого сина, теж Рожера, герцога Апулії.
Довгий час Танкред проживав у Греції. Після Смерті Вільгельма I повернувся в Сицилійське королівство.
Під час війни 1182 року з Візантією Танкред командував флотом сицилійців. Початок походу був вдалим: з першого приступу йому вдалося взяти Діррахій, головне місто Іллірії. Потім завоював Фессалоніки. Але в 1185 році сухопутна армія норманів зазнала поразки під Мозінополем. Після цього Танкред деякий час спустошував береги поблизу Константинополя, але не зміг змінити невдалий хід війни й повернувся до Сицилії.

### Король
Після смерті короля Сицилії Вільгельма II Доброго розпочалися суперечки між різними групами за вплив у королівстві. Одні тягнули руку імператора Генріха VI, інші — Рожера ді Адрія. Втім, найвпливовішими виявилися прихильники Танкреда, графа Лечче. Завдяки цьому його було короновано у Палермо 18 січня 1190 року.
Водночас спалахнуло повстання мусульман на Сицилії та заколот Рожера ді Адрії, який запросив до Італії імператора Генріха VI. Танкреду I вдалося приборкати повстання на острові, а згодом розбити й стратити Рожера ді Адрія.
Восени до Сицилії прибувають учасники Третього хрестового походу — королі Річард I Левове Серце та Філіп II Август. Перший став вимагати виконання розпорядження померлого короля Вільгельма II щодо допомоги хрестоносцям та повернення Іоанні Плантагенет її спадка королівської удови. Виник конфлікт, що призвів до протистояння. Цьому також сприяли дії французького короля, який потайки допомагав Танкреду I проти англійського короля. Зрештою король Сицилії зазнав поразки й зголосився виплатити 40 тисяч марок срібла. При цьому було укладено союз з Річардом I, спрямований проти Генріха VI. Підтримка могутнього англійського володаря значно зміцнила позиції Танкреда як короля.
1190 року йому вдалося розбити імператора Генріха VI біля Неаполя й зрештою оволодіти Апулією та Калабрією. 1193 року в Бріндізі Танкред коронував свого сина Рожера, який став женихатися до Ірини, доньки візантійського імператора Ісаака II Ангела. Утворився союз Танкреда I з партією гвельфів, Візантією та королем Річардом I. Утім, наприкінці року раптово помер син Рожер, а англійський король потрапив у полон до імператора. Це так вразило Танкреда I, що він помер 20 лютого 1194 року у Палермо.

## Родина
Дружина — Сибілла (1153—1205), донька графа Роджера Аччери
Діти:
- Роджер (1175—1193)
- Констанція (?—?), дружина П'єтро Дзіані, дожа Венеції ;
- Валдрада (?—?), дружина Джакопо Тьєполо, дожа Венеції;
- Марія Альбіна (1180—1216), графиня Лечче
- Вільгельм (1185—1198), король Сицилії з 24 лютого по 24 грудня 1194 року
- Меданія (?—?)